# Линия Дельвига
Ли́ния Де́львига — демаркационная линия между УНР и Польшей, установленная в июне 1919 года.

## Общие сведения
Демаркационная линия Дельвига устанавливала точки соприкосновения УНР и Польши в 1919 году. Соглашение о ней было достигнуто в ходе мирных переговоров между делегацией Украинской Директории, во главе с Сергеем Дельвигом и польскими представителями. Юридическое оформление линии стало частью подписанного мирного договора.

## Маршрут прохождения
Линия Дельвига, установленная по фактическому положению польско-украинского фронта, проходила через Заложцы — р. Серет — Тернополь — Остров — Литятин — р. Золотая Липа — р. Днестр — Незвиско.

## Последствия
Подписание договора о линии Дельвига практических последствий не имело. Дело в том, что сами мирные переговоры проходили на фоне успешного для украинской армии Чортковского наступления. Руководитель Западно-Украинской народной республики Евгений Петрушевич не признал условий перемирия, и не остановил наступление своих войск. В дальнейшем польские войска перешли в контрнаступление, и результаты украинских успехов были утрачены. Вместе с этим Украина утратила и возможность демаркации по линии Дельвига.